# تاج الدين يلدز

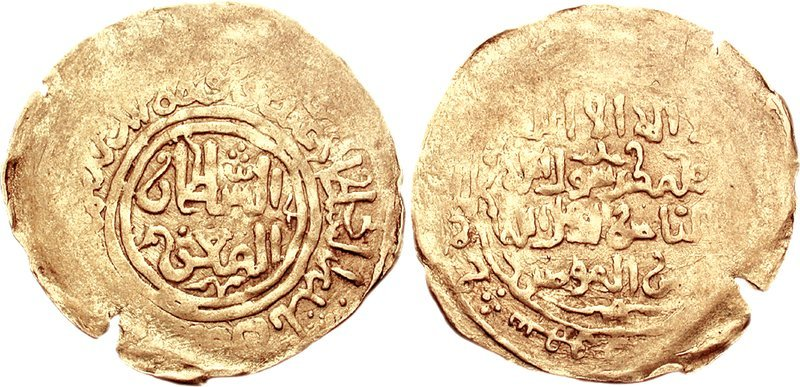
عملة تاج الدين يلدز.

تاج الدين يِلدز (بالفارسية: تاج‌ الدین ییلدز) كان قائدًا تركيًا لعبيد الغوريين، والذي أصبح بعد وفاة السلطان معز الدين محمد حاكمًا لغزنة، مع ذلك، لا يزال يعترف بسلطة الغوريين.

## سيرته
بعد وفاة السلطان معز الدين محمد، نشأ فصيلان في الدولة الغورية. فصيل من الغلمان الترك، الذين دعموا ابن شقيق معز الدين، غياث الدين محمود، بينما تألف الفصيل الآخر من الجنود الإيرانيين المحليين، الذين دعموا حاكم باميان الغوري، بهاء الدين سام الثاني. إلا أن بهاء الدين سام الثاني توفي بعد أيام قليلة، الأمر الذي جعل الجنود الإيرانيين يدعمون نجليه جلال الدين علي وعلاء الدين محمد. ومع ذلك، تمكن غياث من الخروج منتصرًا خلال الصراع، وأصبح حاكم فيروزكوه. في غضون ذلك ، استولى يلدز على غزنة من حكام باميان الغوريين، لكنه سرعان ما اعترف بسلطة غياث الدين.
غياث، لم يكن مرتاحًا من سيطرة تاج الدين يلدز على غزنة، ولم يجرؤ على ترك الغور دون حماية، طلب المساعدة من محمد خوارزم شاه الثاني. ومع ذلك، غزا محمد مناطق غياث بدلًا من غزنة، واستولى على بلخ وترمذ. في عام 1208، هاجم حاكم الهند الغوري شبه المستقل، قطب الدين أيبك، غزنة واحتلها، ولكن استطاع يلدز بعد أربعين يومًا من هزيمته.
في عام 1214، قتل يلدز علاء الدين أتسيس، ووضع ابن عمه علاء الدين علي على العرش الغوري كدمية له. ومع ذلك، بعد عام واحد، غزا محمد الثاني فيروزكوه وأسر علاء الدين علي. سرعان ما سار إلى غزنة، حيث هزم بشكل حاسم يلدز، الذي فر إلى البنجاب واستولى على لاهور من يد ناصر الدين قباجة. قاتل يلدز لاحقًا الحاكم التركي شمس الدين التتمش، وطالب بعرش دلهي باعتباره وريثًا لمعز الدين محمد. رفض التتمش ذلك، حيث قال
سيادة العالم يتمتع بها من يملك أعظم قوة. لم ينقرض مبدأ الخلافة الوراثية ولكن القدر منذ زمن بعيد أبطل هذه العادة}}.
التقى الجيشان في تارين في يناير 1216. هُزم يلدز وأُسر، وبعد أن اقتيد في شوارع دلهي تم إرساله إلى بوداون ، حيث تم إعدامه في نفس العام. بعد سقوط يلدز، احتل قباجة لاهور مرة أخرى.